# Lipniki (Legnica)
Lipniki – dawny folwark, obecnie niewielka część miasta położona w jego południowej części, w niewielkiej odległości na zachód od Ludwikowa. Zabudowania w kształcie trapezu, z wewnętrznym dziedzińcem.
Na całość folwarku składa się: dwór, budynek gospodarczo-mieszkalny, stodoła, budynek gospodarczy i budynek wagi. Właścicielem w 1910 był Max Leuschner. Jego inicjały ML znajdują się w tarczy herbowej w ryzalicie dworu nad oknami pierwszego pietra.
Obecnie odnowiony budynek dworu pełni funkcje mieszkalne, zaś zabudowa folwarczna, zachowane w gorszym stanie, mieszczą stadninę koni.